# 충북온라인학교
충북온라인학교는 충청북도 청주시에 있는 공립 각종학교이다.

## 학교 연혁
- 2024년 9월 1일 : 청주남중학교 교사에서 개교[1]